# St. Nikolaus (Binsfeld)

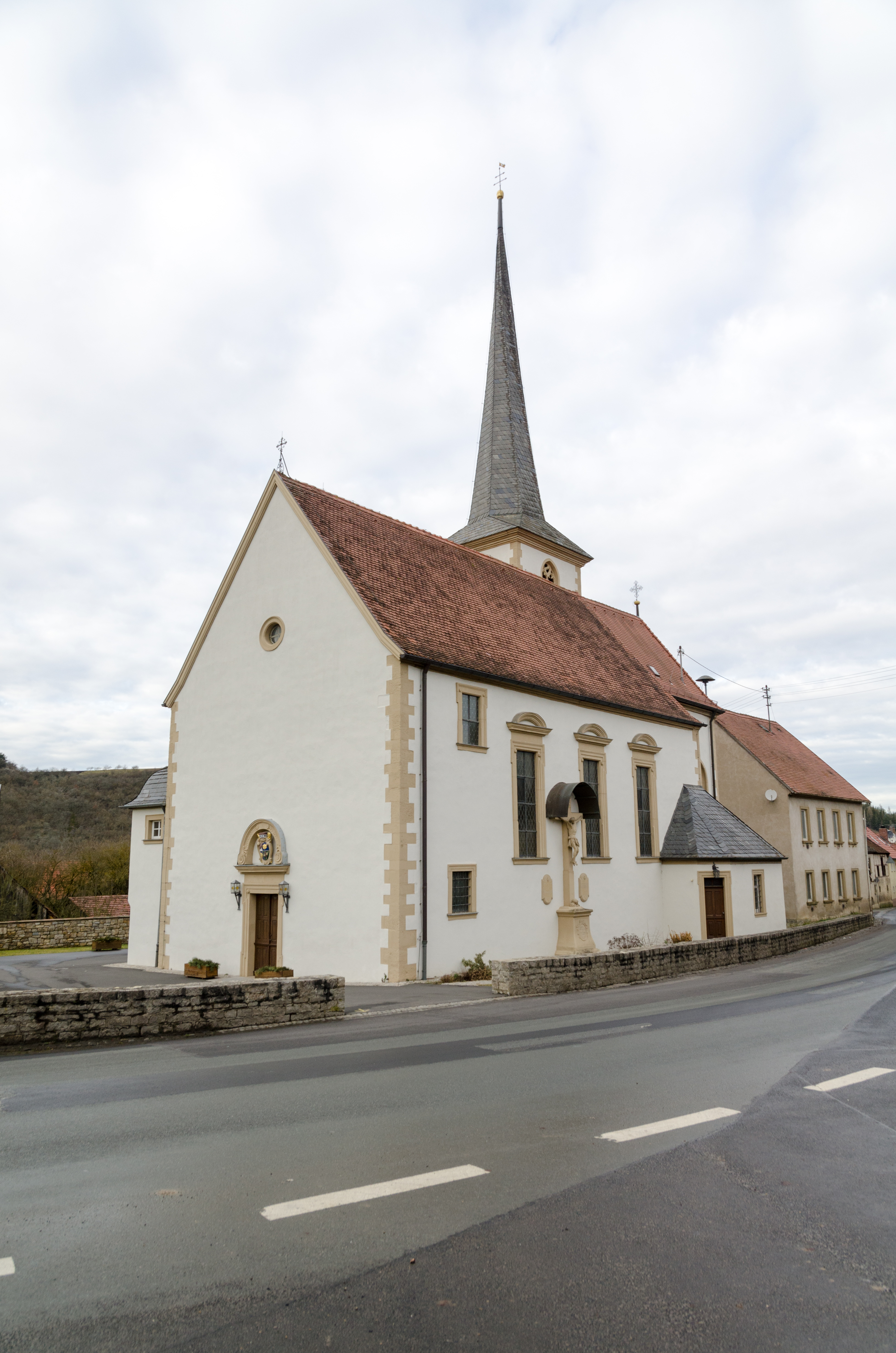
St. Nikolaus (Binsfeld)

Die römisch-katholische Pfarrkirche St. Nikolaus ist ein denkmalgeschütztes Kirchengebäude, das in Binsfeld steht, einem Gemeindeteil der Stadt Arnstein im Landkreis Main-Spessart (Unterfranken, Bayern). Das Bauwerk ist unter der Denkmalnummer D-6-77-114-123 als Baudenkmal in die Bayerische Denkmalliste eingetragen. Die Pfarrei gehört zur Pfarreiengemeinschaft St. Bonifatius – Werntal (Müdesheim) im ehemaligen Dekanat Karlstadt (heute Dekanat Main-Spessart) des Bistums Würzburg.

## Beschreibung
Die barocke Saalkirche wurde um 1720 gebaut. Der Chorflankenturm, der mit einem achtseitigen, schiefergedeckten, spitzen  Helm bedeckt ist, steht in der Nordwestecke vom Kirchenschiff, das mit einem Satteldach bedeckt ist, und dem eingezogenen, dreiseitig abgeschlossenen Chor. Der Hochaltar und die Kanzel sind um 1750 entstanden.